# Тромп

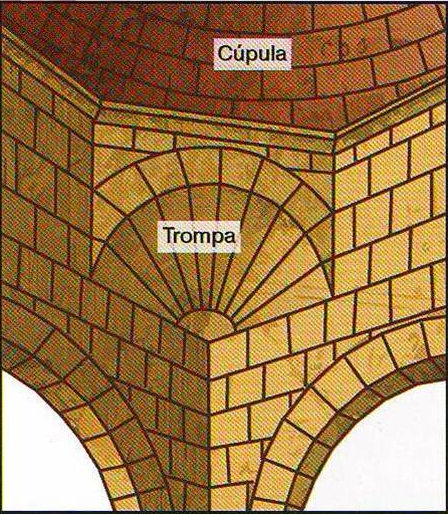

Тромп (фр. trompe — «розтруб») — склепінчаста конструкція в формі частини конуса, зазвичай має вигляд східчастої ніші. Конструктивний елемент, що забезпечує перенесення навантаження і візуальний перехід від бані або верхнього восьмерика до верхніх кутів квадратної (або близької до такої) кімнати. Іноді служить опорною конструкцією кутових куполів, еркерів тощо.
Тромп зазвичай використовується у храмовій архітектурі. Вважається, що тромп походить з Персії, згодом набувши поширення як у Європі, так і на Сході. В арабській архітектурі нерідко маскувався мукарнами. Технічно досконалішим рішенням розподілу навантаження є вітрило.

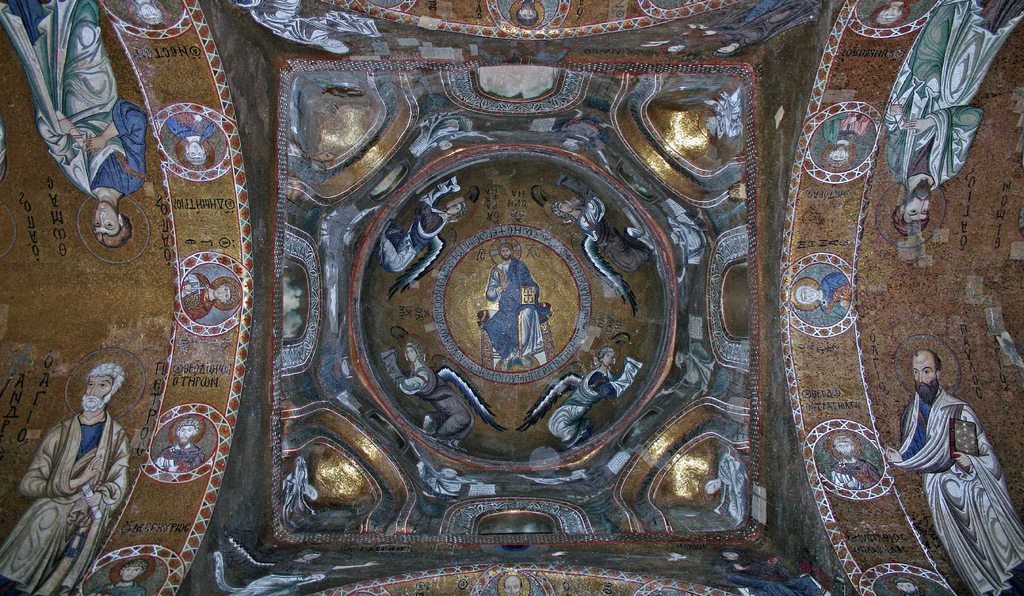
Тромпи з мозаїчними зображеннями євангелістів в основі купола Марторани, Палермо, Італія, XII ст.
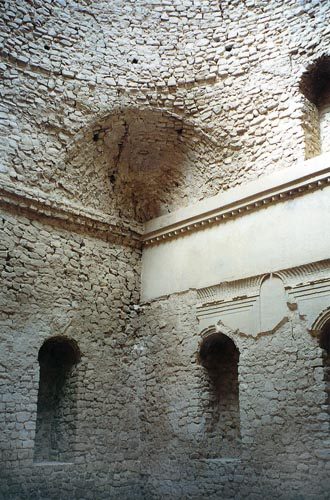
Тромп в палаці неподалік Фірузабада, Іран, III ст.
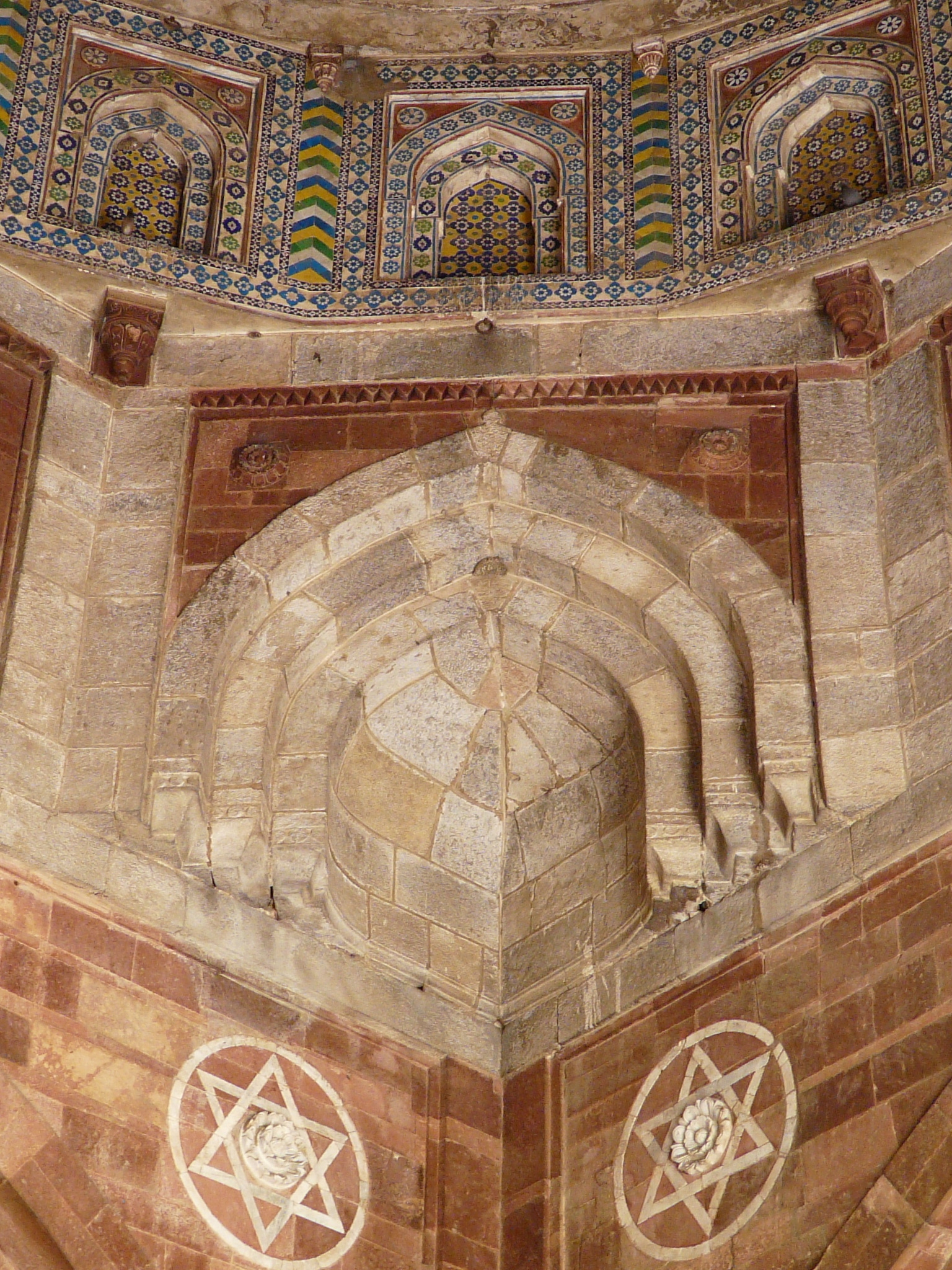
Потрійний тромп у мечеті поблизу Делі, близько 1541 року
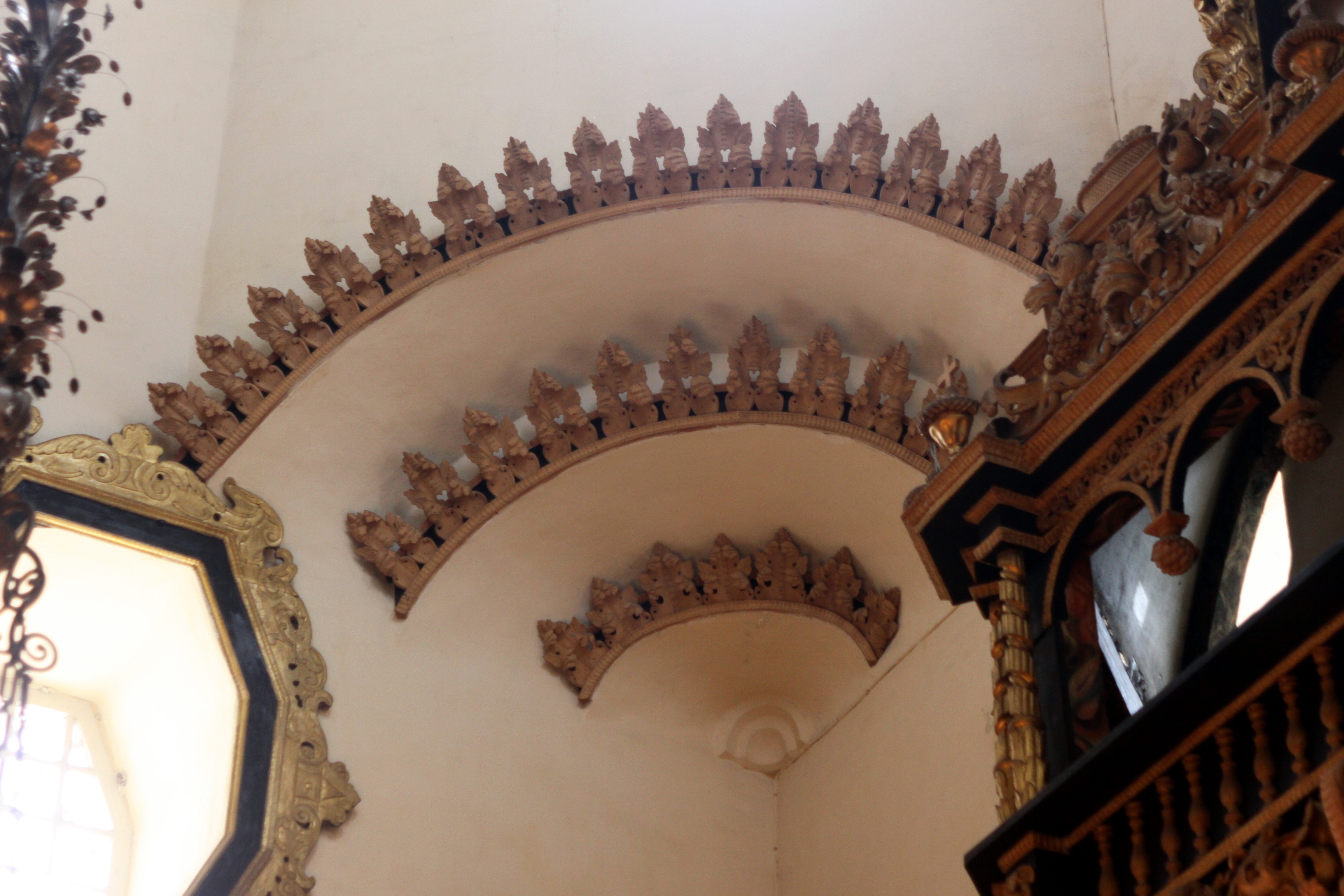
Різьблені дерев'яні оздоби арок-тромпів в церкви Покрова в Філях, Москва, 1690—1693 роки.